# سیارک ۱۸۸۸۰
سیارک ۱۸۸۸۰ (به انگلیسی: 18880 Toddblumberg، نامگذاری:1999XM166) هجده هزار و هشتصد و هشتادمین سیارک کشف شده‌است که در ۱۰ دسامبر ۱۹۹۹ کشف شد.
قدر مطلق سیارک برابر ۱۸.۶ است.